# Torsten Eckbrett
Torsten Eckbrett (Potsdam, 13 aprile 1984) è un canoista tedesco, vincitore della medaglia di bronzo nel K4 1000m ai Giochi olimpici di Pechino 2008.

## Palmarès
- Olimpiadi

Pechino 2008: bronzo nel K4 1000m.
- Campionati europei di canoa/kayak sprint

Milano 2008: argento nel K4 1000m.